# Rheinische Missionskirche (Okahandja)

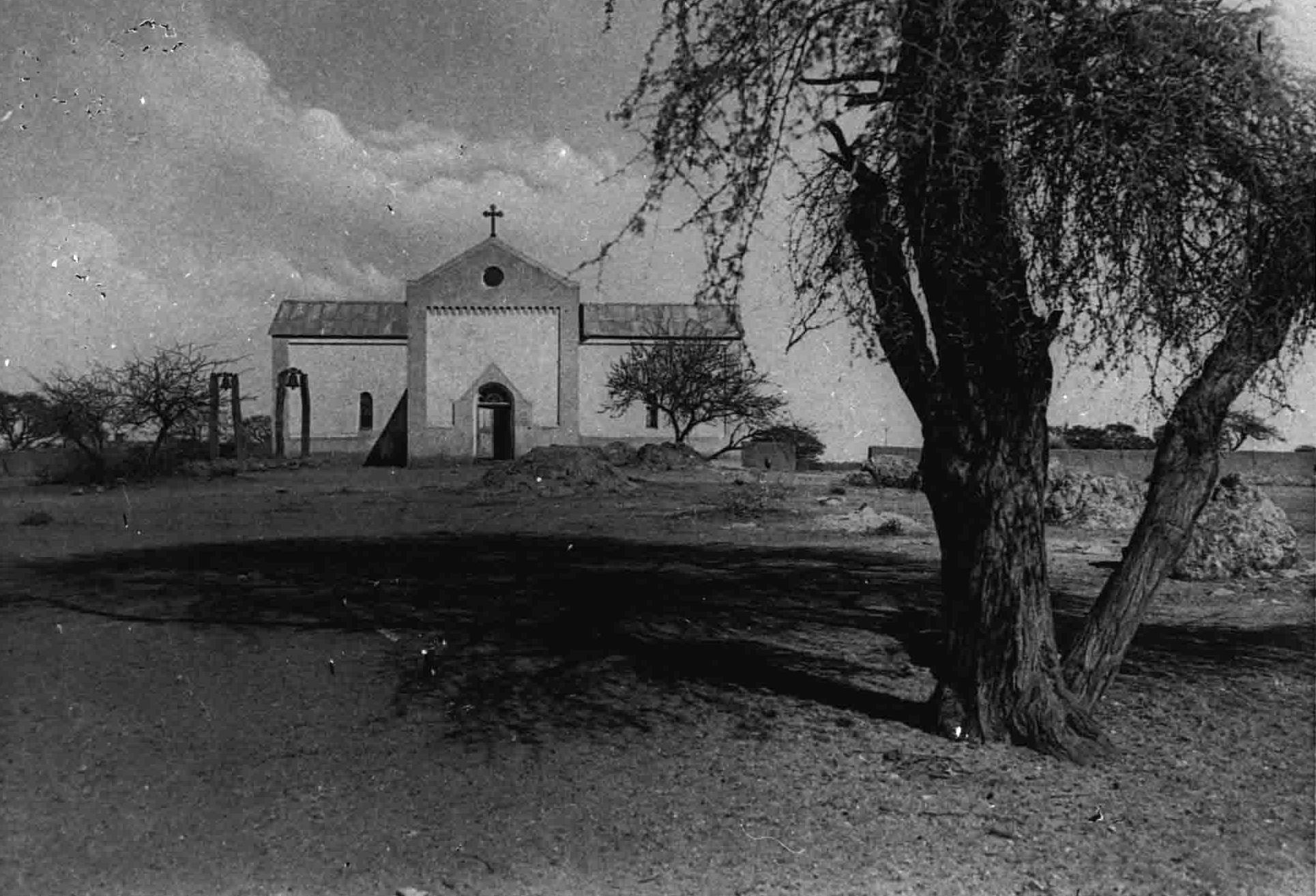
Historische Aufnahme der Kirche

Die Rheinische Missionskirche mit Friedhof in Okahandja (auch als Herero-Kirche oder Bantu-Kirche bezeichnet) ist eine Kirche mit Friedhof in Okahandja im zentralen Hochland von Namibia. Sie ist seit dem 20. Dezember 1975 ein Nationales Denkmal.
Das Gebiet der heutigen Stadt Okahandja wurde zuerst von Reverend Heinrich Schmelen, einem Missionar der Rheinischen Missionsgesellschaft, erkundet. Er nannte es Schmelenhoffnung. Seit 1840 war hier eine Mission geplant, die aber erst um 1870 von zwei Missionaren errichtet wurde. 1876 folgte das Kirchengebäude, welches noch im gleichen Jahr geweiht wurde.
Die Kirche wurde bis 1952 von der Rheinischen Missionsgesellschaft genutzt.

## Kirchengebäude
Die Missionskirche wurde in Form eines Kreuzes aus lokalem Baumaterial und selbst hergestellten Backsteinen errichtet. Eine Besonderheit sind die hohen, schmalen Fenster. Ein kleiner Glockenturm befindet sich einige Meter vom Kirchengebäude entfernt. Ursprünglich wurde er mit zwei Glocken errichtet, wovon heute nur noch eine vorhanden ist.

## Friedhof
Hinter der Kirche befindet sich ein kleiner Friedhof, auf dem Missionare, Bewohner des Gebietes und vor allem hochrangige Führer der Herero begraben liegen. Hierzu zählt unter anderem Maharero und Nikodemus Kavikunua.
Am Friedhof findet alljährlich das Gedenkfest zum Hererotag statt.